# Beziehungen zwischen der Republik Kongo und der Türkei
Die Beziehungen zwischen der Republik Kongo und der Türkei beschreiben das zwischenstaatliche Verhältnis der Republik Kongo und der Türkei. Die Türkei hat seit 2014 eine Botschaft in Brazzaville, die Republik Kongo eröffnete 2013 ebenfalls eine Botschaft in Ankara.

## Geschichte
Nach der Unabhängigkeit war die Türkei einer der ersten Staaten, die diplomatische Beziehungen mit der Kongo-Brazzaville aufnahm. Die Türkei initiierte durch das  Präsidium für Internationale Kooperation und Koordination (TİKA) zahlreiche Programme im Wert von mehr als 57 Mio. US-Dollar an Wirtschaftshilfen.
Seit einem Besuch von Präsident Denis Sassou-Nguesso bei Präsident Recep Tayyip Erdoğan im Çankaya-Palast verbesserten sich die bilateralen Beziehungen.

## Wirtschaftsbeziehungen
Im Jahr 2018 umfasste das Handelsvolumen zwischen den beiden Ländern 57,25 Mio. US-Dollar (Türkische Exporte/Importe: 55,79/1,47 Mio. US-Dollar).
Seit 30. Juli 2019 gibt es Direktflüge von Istanbul nach Pointe-Noire.

## Bildung
Die Türkiye Maarif Vakfı unterhält Schulen in der Republik Kongo.